# إتش والتر ويب
إتش والتر ويب (بالإنجليزية: H. Walter Webb)‏ هو دبلوماسي أمريكي، ولد في 6 يونيو 1852 في تاريتاون في الولايات المتحدة، وتوفي في 18 يونيو 1900 في برياركليف مانور في الولايات المتحدة.